# Muizenfort
Het Muizenfort is een Nederlands fort in vesting Muiden. Het maakt deel uit van de Stelling van Amsterdam. Muizenfort is een caponnière op de ravelijn bij de Naarderpoort, en is gebouwd tussen 1874 en 1877. Het moest de doorgangen via de Zeedijk en de Naardertrekvaart beveiligen.

## Beschrijving
Het fort telt negen grote ruimtes, waarvan de twee kanonkazematten, met ieder drie schietgaten, de belangrijkste zijn. Van hieruit kon men de bruggen, dijk en trekvaart onder vuur nemen. Verder zijn er manschappenverblijven, een ruimte voor de wacht, keuken, officierskamer en ruimtes voor de opslag van eten en buskruit voor de kanonnen. Het fort is van metselwerk en is aan de oostzijde afgedekt met zand. Het zand beperkt het effect van een granaatinslag en zuiverde ook het regenwater. Het regenwater viel op het zand en onderweg naar beneden werd het gefilterd. Via druipkokers werd het opgevangen water geleid naar een waterreservoir onder het fort. Men verwachtte dat de vijand het grachtwater zou vergiftigen en met deze voorziening was de bezetting verzekerd van schoon drinkwater. Tijdens de mobilisatie van 1914-1918 waren ongeveer 100 militairen op het fort gelegerd.

## Tweede Wereldoorlog
Bij het naderen van de Tweede Wereldoorlog werd het fort nog versterkt en bemand. Aan de voorzijde werd een Groepsschuilplaats Type P gebouwd. Deze zware betonnen schuilplaats bood dekking aan de manschappen tijdens een vijandige beschieting. Een koepelkazemat (type G) werd ernaast geplaatst; hierin was een zware mitrailleur opgesteld die de Naardertrekvaart en de weg ernaast onder vuur kon nemen. Tijdens de oorlog heeft het Duitse leger de stalen koepel verwijderd en is een groot gat in de kazemat achtergebleven.
Volgens de volksetymologie verwijst de naam naar de muisgrijze uniformen van de Nederlandse troepen uit de mobilisatietijd van 1939-1940, maar de naam is waarschijnlijk al veel ouder.

## Huidige functie
In 1973 werd het fort door het ministerie van Defensie vrijgegeven. Het werd omgebouwd tot jongerencentrum en tien jaar als zodanig gebruikt, maar stond na 1983 leeg. In november 1987 presenteerde een plaatselijke afdeling van het CDA een plan om in het fort het gemeentehuis van Muiden onder te brengen. In 1990 werd een vergelijkbaar plan ingediend. Het fort werd in dat jaar gerestaureerd en vervolgens opnieuw in gebruik genomen als jongerencentrum. In 1997 werd het fort onderkomen van de Historische Kring Stad Muiden (HKSM). Verder kwam het in gebruik als kantoor voor diverse creatieve bedrijven.
Van 2007 tot 2015 was in het fort het Muider Muizenfort Museum (MMM) gevestigd. Het museum had het buitenterrein aan de voorzijde met loopgraven ingericht en de groepsschuilplaats type P en koepelkazemat type G waren via de loopgraven te bereiken. Sinds 2018 is er het bezoekerscentrum Vesting Muiden gevestigd. Een permanente multimediale expositie laat de historische ontwikkeling van Muiden door de eeuwen heen zien, inclusief de rol die de plaats speelde in de Stelling van Amsterdam en de Nieuwe Hollandse Waterlinie. In 2019 werd er ook een escaperoom in het fort gevestigd.